# Knud Greenfort
Knud Greenfort (født Hansen 7. maj 1918-?) var en dansk atlet medlem af FIF Hillerød, efter at han blev politimand var han medlem af Politiets Idrætforening.
I 1945 var Greenforts tid 48,9 verdens 18. bedste på 400 meter. Tiden var også karrierens bedste. Trods hurtige tider lykkedes han dog aldrig med at vinde et DM, blandt andet fordi han var samtidig med Gunnar Christensen og ikke mindst Niels Holst-Sørensen. Det blev som bedst blev til fem sølvmedaljer; en på 200 meter fire på 400 meter. Han løb i det danske 4 x 400 meter staffetlandshold bl. på EM i Oslo 1946 hvor Danmark blev nummer fire.
Knud Greenfort var bror til mellem- og langdistanceløberen Richard Greenfort.

## Internationale mesterskaber
- 1946 EM 4x 400 meter 3.15,4 4. plads Hold: Herluf Christensen, Knud Greenfort, Gunnar Bergsten og Niels Holst-Sørensen

## Danske mesterskaber
- Sølv 1947 400 meter 49,9
- Sølv 1946 400 meter 49,7
- Bronze 1946 200 meter 23,1
- Sølv 1945 200 meter 23,0
- Sølv 1945 400 meter 50,1
- Bronze 1944 400 meter 50,5
- Bronze 1943 400 meter 50,9
- Sølv 1939 400 meter 51,2
- Bronze 1939 800 meter 1,58,8

## Personlig rekord
- 400 meter: 48,9 Gentofte Stadion 31. juli 1945